# 10550 Malmö
(10550) Malmö, denumire internațională (10550) Malmo, este un asteroid din centura principală de asteroizi.

## Descriere
10550 Malmö este un asteroid din centura principală de asteroizi. A fost descoperit pe 2 septembrie 1992 la Observatorul La Silla de Eric Walter Elst. Asteroidul prezintă o orbită caracterizată de o semiaxă mare de 2,63 ua, o excentricitate de 0,03 și o înclinație de 4,6° în raport cu ecliptica.